# Tanymastigites cyrenaica
Tanymastigites cyrenaica är en kräftdjursart som beskrevs av Brtek 1972. Tanymastigites cyrenaica ingår i släktet Tanymastigites och familjen Tanymastigiidae. Inga underarter finns listade i Catalogue of Life.